# Бекасово-Сортувальне (платформа)
Бекасово-Сортувальне — залізнична пасажирська платформа/зупинний пункт однойменної сортувальної станції, розташована на 237 км Великого кільця Московської залізниці (дільниця Бекасово I — Столбова), в поселенні Київський Троїцького округу Москви.

## Опис
Платформа є одним з шести пасажирських зупинних пунктів в межах сортувальної вантажної станції Бекасово-Сортувальне. Решта п'ять зупинних пунктів мають відмінні від імені станції назви. Хоча дана платформа має загальну назву зі станцією, центр і основні парки станції знаходиться далі на південний схід, ближче до пл. Бекасово-Центральне.
Зупинний пункт знаходиться в парку «Б» станції Бекасово-Сортувальне. Всього дві низькі довгі платформи довжиною в 5 вагонів кожна. Одна острівна (північна № 1), друга берегова (південна № 2) — поєднана з поверхнею дороги на північний захід від платформи, тамож поруч знаходиться будинок із залом очікування і касою. Перехід між платформами — тільки по настилу в районі каси. У касі можна придбати квитки для «прямих» електропоїздів на радіальний напрямок і на далекі пасажирські поїзди будь-якого напрямку (каса Експрес-3), працює тільки по буднях. Для поїздок по Великому кільцю квитки купуються в електропоїзді у роз'їзних касирів.
На зупинному пункті — чотири колії, що входять до складу Парку «Б». З них дві колії суміжні острівній платформі (ІІІ колія північна, IV колія — південна), одна — берегова платформа (II колія). Електропоїзди в різні боки можуть прибувати на будь-яку колію, це оголошується додатково гучномовцем — із зазначенням номера колії парку «Б». Штатний рух — по II колії в сторону Мачихіно, по IV або ІІІ колії в сторону Бекасово I, відстій кінцевих електропоїздів на 3 колії.
Поруч з платформою розташовані залізничні підрозділи: КМС-231, ШЧ-4, ЕЧК.
На віддалі на схід і північний схід знаходиться Парк «А» станції Бекасово-Сорт. Від платформ на північний схід можна вийти на дорогу, що йде паралельно Паркам «А» і «Б», а також КМС, на південний схід, в сторону сортувальної гірки та зупинки Бекасово-Центральне.
Раніше платформа була самостійною станцією Бекасово II. До складу станції Бекасово-Сортувальне як парк увійшла в 1970-ті. До кінця 1960-х — початку 1970-х мала назву Шаломово по присілку Шеломово, розташованого біля дороги до шосе.

## Розклад і напрямки руху
Зупинка обслуговується електропотягами моторвагонного депо ТЧ-20 Апрелівка Київського напрямку МЗ. Зупиняються всі, що курсують електропотяги.
- Електропотяги по Великому кільцю МЗ в бік Дєтково. Можуть слідувати до Бекасово-Сорт. (Прибуття — є кінцевою), Мачихіно, Хрести, Сандарово, Столбової, Дєтково. (12-13 разів на день).
- Електропотяги по Великому кільцю МЗ в бік Кубинки II (3-4 рази на день). На станції Бекасово I (в 6 хвилинах) можна зробити пересадку на радіальний Київський напрямок.
- «Прямі» електропотяги по Великому кільцю з виходом на радіальний Київський напрямок до/з Москви (4-5 пар на день — Москва, 1-2 рази з Апрелівки, 5 раз на Апрелівку), до/з Калуги-1 (1 пара на день). При цьому потяги в бік Москви (і тільки в ту сторону) прямують без заходу на Бекасово I, по п'ятій сполучній лінії. Час руху до Москви — приблизно 1 година 20 хв. Назад 1 година 30 хв. — 1 година 40 хв.